# Chiến dịch Hailstone
Chiến dịch Hailstone (tiếng Nhật:トラック島空襲, Torakku-tō Kūshū, tức Không kích tại Đảo Truk) là một chiến dịch không kích/bắn phá lớn của Hải quân Hoa Kỳ nhằm vào lực lượng Hải quân Đế quốc Nhật Bản tại Phá Truk, Quần đảo Caroline, diễn ra từ ngày 17 tới ngày 18 tháng 2 năm 1944, là một phần của chiến dịch tấn công lớn của Hoa Kỳ vào các tiền đồn, căn cứ của Nhật Bản tại khu vực Trung tâm của Chiến trường Thái Bình Dương trong Chiến tranh thế giới thứ hai.
Trước thời điểm diễn ra Chiến dịch Hailstone, Truk được Hải quân Đế quốc Nhật Bản sử dụng làm căn cứ neo đậu của Hạm đội Liên hợp. Các đảo san hô bao quanh Truk đã tạo thành một bến cảng an toàn, với ít điểm xâm nhập và các lối ra đều được quân Nhật củng cố bằng các khẩu đội pháo bờ biển, súng phòng không và sân bay.
Những ước tính và suy đoán của người Mỹ về khả năng phòng thù của Truk và vai trò của nó như một thành trì của Hải quân Đế quốc Nhật Bản đã khiến báo chí và giới quân sự ví Truk là "Gibraltar của Thái Bình Dương", hoặc so sánh nó với Trân Châu Cảng. Vị trí của Truk ở Quần đảo Caroline giúp nó trở thành một trung tâm vận chuyển vũ khí và máy bay hiệu quả từ Đảo quốc Nhật Bản xuống Lãnh thổ Ủy trị Nam Dương và vào "Khu vực Tài nguyên phía Nam" của Nhật Bản.
Vào đầu năm 1944, Truk ngày càng bị cô lập và hoạt động không hiệu quả. Ở phía tây, các lực lượng Liên quân Mỹ-Úc dưới sự chỉ huy của Tướng Douglas MacArthur đã tiến công qua Nam Thái Bình Dương, cô lập và đánh chiếm nhiềm cứ điểm quan trọng của Nhật Bản trong Chiến dịch Cartwheel. Hải quân, Thủy quân Lục chiến và Lục quân Hoa Kỳ, dưới sự chỉ huy của Đô đốc Chester W. Nimitz, đã chiếm được phần lớn các hòn đảo quan trọng ở gần Quần đảo Gilbert và Marshalls, và đã cho xây dựng nhiều sân bay ở đó.
Do những yếu tố trên, Bộ chỉ huy Hải quân Đế quốc đã di tản Hạm đội Liên hợp về các căn cứ ở Quần đảo Palau, và sau đó về Indonesia. Các tàu chiến chủ lực của Hạm đội Liên hợp - hàng không mẫu hạm, thiết giáp hạm và tuần dương hạm hạng nặng - lần lượt rời Truk, trước khi người Mỹ tiến hành Chiến dịch Hailstone.
Dù vậy, Chiến dịch Hailstone đã đánh đắm được một số lượng lớn tàu tiếp tế và tàu vận tải Nhật Bản neo đậu trong cảng, cũng như nhiều tàu chiến cỡ nhỏ khác. Cuộc không kích bằng máy bay và bắn phá bằng tàu chiến diễn ra trong hai ngày đã giáng một đòn nặng nề vào lực lượng Nhật Bản, với khoảng 250 máy bay bị bắn hạ hoặc phá hủy, và chịu nhiều tổn thất không thể thay thế do mất nhiều phi công có kinh nghiệm và 17.000 tấn nhiên liệu dự trữ. Ngoài ra, khoảng 40 tàu - hai tuần dương hạm hạng nhẹ, bốn khu trục hạm, chín tàu tiếp tế các loại và khoảng 20-30 tàu vận tải các loại bị đánh chìm.
Do những thiệt hại đáng kể đã gây ra cho các căn cứ tại Truk, bao gồm các bến tàu, trạm thông tin liên lạc, bãi tiếp tế và căn cứ tàu ngầm, Truk tiếp tục bị cô lập một cách hiệu quả trong suốt thời gian còn lại của cuộc chiến, bị cắt đứt và bị bao vây bởi chiến dịch "nhảy đảo" của Mỹ ở Trung tâm Thái Bình Dương, vốn cũng sẽ bỏ qua các căn cứ quan trọng khác của Nhật Bản ở Quần đảo Bismarck, Quần đảo Caroline, Marshall và Palau. Trong khi đó, người Mỹ đã xây dựng lại các căn cứ mới tại những nơi như Quần đảo Admiralty, Majuro, và Đảo san hô Ulithi, và Guam.

## Bối cảnh

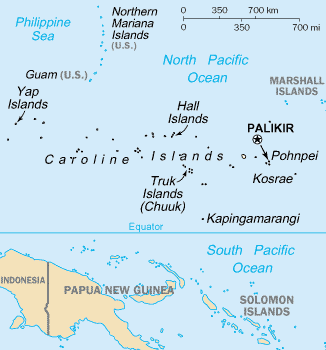
Bản đồ Quần đảo Caroline

Quân đội Nhật Bản đã chiếm Micronesia, bao gồm Quần đảo Caroline, vào năm 1914, và thiết lập căn cứ tại Truk vào đầu năm 1939. Phá Truk ban đầu được xây dựng làm căn cứ của Đệ Tứ Hạm đội, Hải quân Đế quốc Nhật Bản. Sau khi chiến tranh bùng nổ và Hoa Kỳ bắt đầu tham chiến, Đệ Tứ Hạm đội được biên chế vào Hạm đội Liên hợp, và tiếp tục dùng Truk là căn cứ tiền tuyến chính đến năm 1944. Ngoài bãi neo đậu cho tàu và hệ thống cảng vận chuyển giữa Nhật Bản và "Khu vực Tài nguyên phía Nam", năm sân bay dã chiến và một căn cứ thủy phi cơ đã được xây dựng tại Truk, biến Truk trở thành căn cứ chủ lực duy nhất của Nhật Bản có tầm hoạt động của máy bay kéo dài tới Quần đảo Marshalls.
Bất chấp những hoài nghi và suy đoán của giới lãnh đạo Hải quân Hoa Kỳ và công chúng nước Mỹ về sự vững chắc của Truk, căn cứ này chưa bao giờ được nâng cấp và cải thiện đáng kể để có đủ khả năng chống lại các cuộc tấn công trên bộ. Trên thực tế, việc tăng cường bảo vệ Truk chỉ được bắt đầu chú trọng một cách nghiêm túc và vội vã vào cuối năm 1943, với hệ thống sân bay được mở rộng, thêm nhiều khẩu đội pháo phòng thủ bờ biển được lắp đặt và các biện pháp phòng thủ khác được thực hiện trước nguy cơ xảy ra một cuộc tấn công của Hoa Kỳ.
Do hệ thống sân bay ở Truk có khả năng tung ra các cuộc tấn công, gây ảnh hưởng tới cuộc đổ bộ vào Eniwetok trong tương lai, và do Truk được sử dụng như một căn cứ luân chuyển tiếp tế máy bay tới Rabaul, Phó Đô đốc Raymond Spruance đã lệnh cho Lực lượng Đặc nhiệm Hàng không mẫu hạm của Phó Đô đốc Marc A. Mitscher, với định danh TF 58, thực hiện một cuộc tấn công vào Truk. Ba trong tổng số bốn Nhóm Đặc nhiệm Hàng không mẫu hạm: Nhóm Đặc nhiệm 58.1, 58.2 và 58.3, đều thuộc TF 58 được lệnh tham chiến. Lực lượng của Mỹ bao gồm năm hàng không mẫu hạm chủ lực (Enterprise, Yorktown, Essex, Intrepid, và Bunker Hill) và bốn hàng không mẫu hạm hạng nhẹ (Belleau Wood, Cabot, Monterey, và Cowpens), với tổng cộng hơn 500 máy bay. Lực lượng hỗ trợ hàng không mẫu hạm bao gồm các nhóm đặc nhiệm với bảy thiết giáp hạm thuộc Nhóm Đặc nhiệm 50.9, 10 tuần dương hạm và nhiều khu trục hạm và tàu ngầm.
Trong khi đó, người Nhật đã nhận thức rõ được về tình hình của họ ở Truk đang ngày một bất lợi. Từ tháng 10 năm 1943, Hải quân Đế quốc Nhật Bản bắt đầu cho rút các lực lượng chủ lực của họ ra khỏi Truk, bao gồm cả Hạm đội Liên hợp của Đô đốc Mineichi Koga. Việc rút lui khỏi Truk được đẩy mạnh và nhanh hơn trong tuần đầu tiên của tháng 2 năm 1944, sau khi các hoa tiêu báo cáo phát hiện ra hai máy bay trinh sát PB4Y-1 Liberator của Thủy quân lục chiến Hoa Kỳ đang do thám khu vực ngày 4 tháng 2 năm 1944. Dù bị mây bao phủ, các hoa tiêu trên hai chiếc Liberator xác nhận có sự hiện diện của nhiều tàu chiến chủ lực của Nhật Bản tại Truk, bao gồm một thiết giáp hạm (Musashi), hai hàng không mẫu hạm (Zuihō và Chiyoda) và khoảng sáu tuần dương hạm. Đô đốc Koga sau khi nhận được thông tin trên, đã đẩy nhanh tiến độ rút lui, đưa toàn bộ Hạm đội Liên hợp về Palau, và cho thiết giáp hạm Musashi rút về Nhật Bản.

## Diễn biến

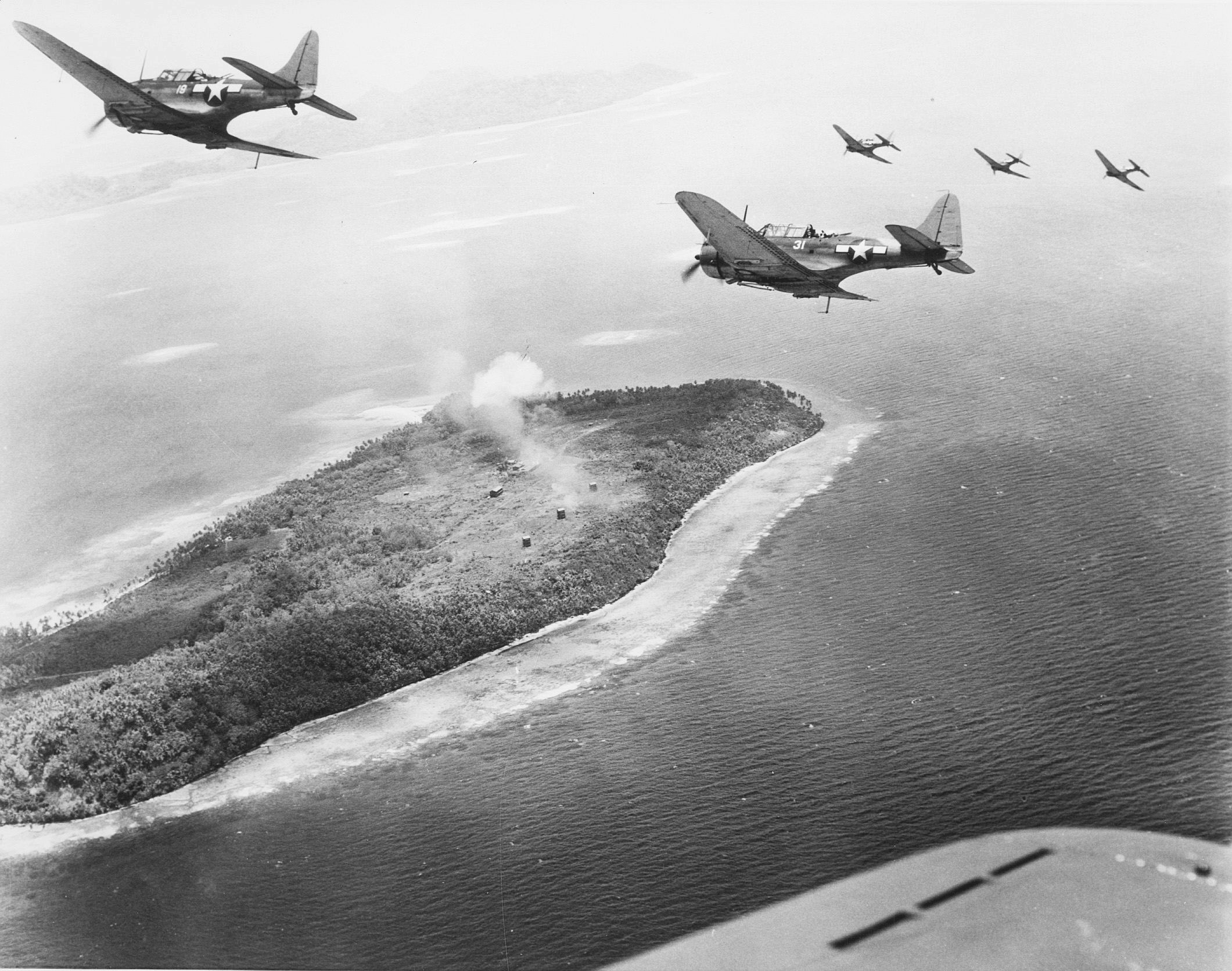
Đội bay Douglas SBD-5 Dauntless của Phi đoàn Ném bom bổ nhào 16 (VB-16), đóng trên hàng không mẫu hạm Lexington đang tiến vào Truk, 17 tháng 2 năm 1944

Ngày 12 tháng 2 năm 1944, ba Nhóm Đặc nhiệm Hàng không mẫu hạm khởi hành từ Đảo San hô Majuro và tiến về Truk. Ngày 17 tháng 2, họ vào vị trí cách Truk 90 hải lý về phía đông bắc và bắt đầu phóng máy bay sớm một tiếng rưỡi trước bình minh. Vào thời điểm đó, không có đơn vị máy bay nào của Nhật đang làm nhiệm vụ do phi công của cả hai đơn vị, Phi đoàn 22 và 26 của Hải quân Đế quốc đều đang trong thời gian nghỉ phép trong đất liền. Ngoài ra, một vấn đề nữa của người Nhật là radar của họ không có khả năng phát hiện máy bay tầm thấp - một điểm yếu được tình báo Đồng Minh khai thác triệt để. Nhờ các yếu tố trên, các máy bay Mỹ đã đạt được yếu tố bất ngờ.
Các phi công Nhật hốt hoảng quay về vị trí chiến đấu khi các tốp máy bay Mỹ của Lực lượng Đặc nhiêm 58 bắt đầu xuất hiện trên các đảo Eten, Param, Moen và Dublon. Mặc dù có hơn 300 máy bay thuộc Không lực Hải quân Đế quốc (IJNAS) và Không lực Lục quân Đế quốc Nhật Bản (IJAAS) có mặt tại Truk ngày hôm đó, chỉ có khoảng một nửa trong số đó cất cánh đánh chặn một lực lượng gồm hơn 500 máy bay của Lực lượng Đặc nhiệm 58. Những chiếc F6F Hellcat của Hải quân Hoa Kỳ, với lợi thế về tốc độ, độ cao và khả năng bất ngờ, đã giành được chiến thắng trước các phi công IJNAS với những chiếc Mitsubishi A6M "Zero" đã lỗi thời. Khoảng 30 chiếc Zero đã bị bắn hạ, đổi lại người Mỹ chỉ mất bốn chiếc Hellcat. Trong khi đó, các đội bay ném bom tập trung thả bom cháy và bắn phá hệ thống sân bay ở Đảo Eten và căn cứ thủy phi cơ ở Đảo Moen, phá hủy hơn 40 chiếc máy bay đậu trên mặt đất. Các máy bay trinh sát Mỹ báo cáo chỉ gặp được sự kháng cự trên không vào buổi sáng; hầu như không có máy bay Nhật nào xuất hiện đánh chặn máy bay Mỹ trong buổi chiều.

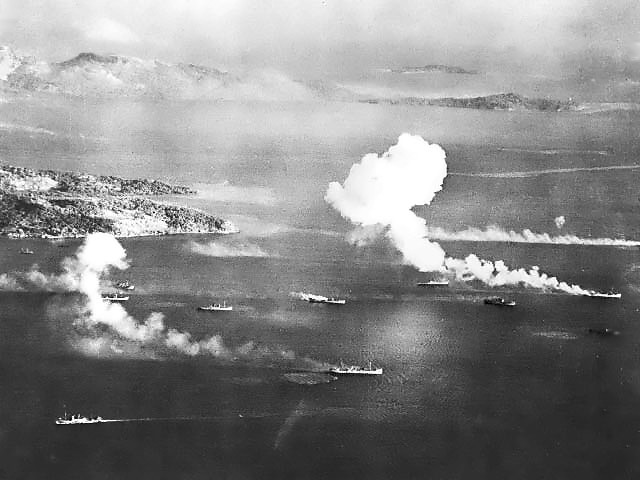
Tàu hàng Nhật neo đậu gần Đảo Dublon, Truk, đang bị tấn công bởi máy bay Mỹ, 17 tháng 2 năm 1944.

Trong ngày 17 tháng 2, người Mỹ thực hiện 30 đợt không kích vào Truk, ném tổng cộng 369 quả bom 450 kg, 498 quả bom 250 kg và 70 quả ngư lôi. Do không có sự cảnh báo và máy bay bảo vệ trên không, nhiều tàu hàng và tàu tiếp tế của Nhật bị tấn công bất ngờ và chỉ phụ thuộc vào hệ thống phòng không trong đất liền. Chỉ huy Phi đoàn Ném bom Bổ nhào số 10 (VB-10) của hàng không mẫu hạm Enterprise, Thiếu tá James D. Ramage, lập công đánh chìm tàu chở dầu Hoyo Maru. Một chiếc Avenger thuộc Phi đoàn Phóng lôi số 6 (VT-6) của hàng không mẫu hạm Intrepid, điều khiển bởi Đại úy James E. Bridges cắt bom trúng tàu chở đạn Aikoku Maru, tạo vụ nổ lớn tới mức bao trùm lên chiếc Avenger và khiến nó đâm xuống biển, làm toàn bộ đội bay thiệt mạng.

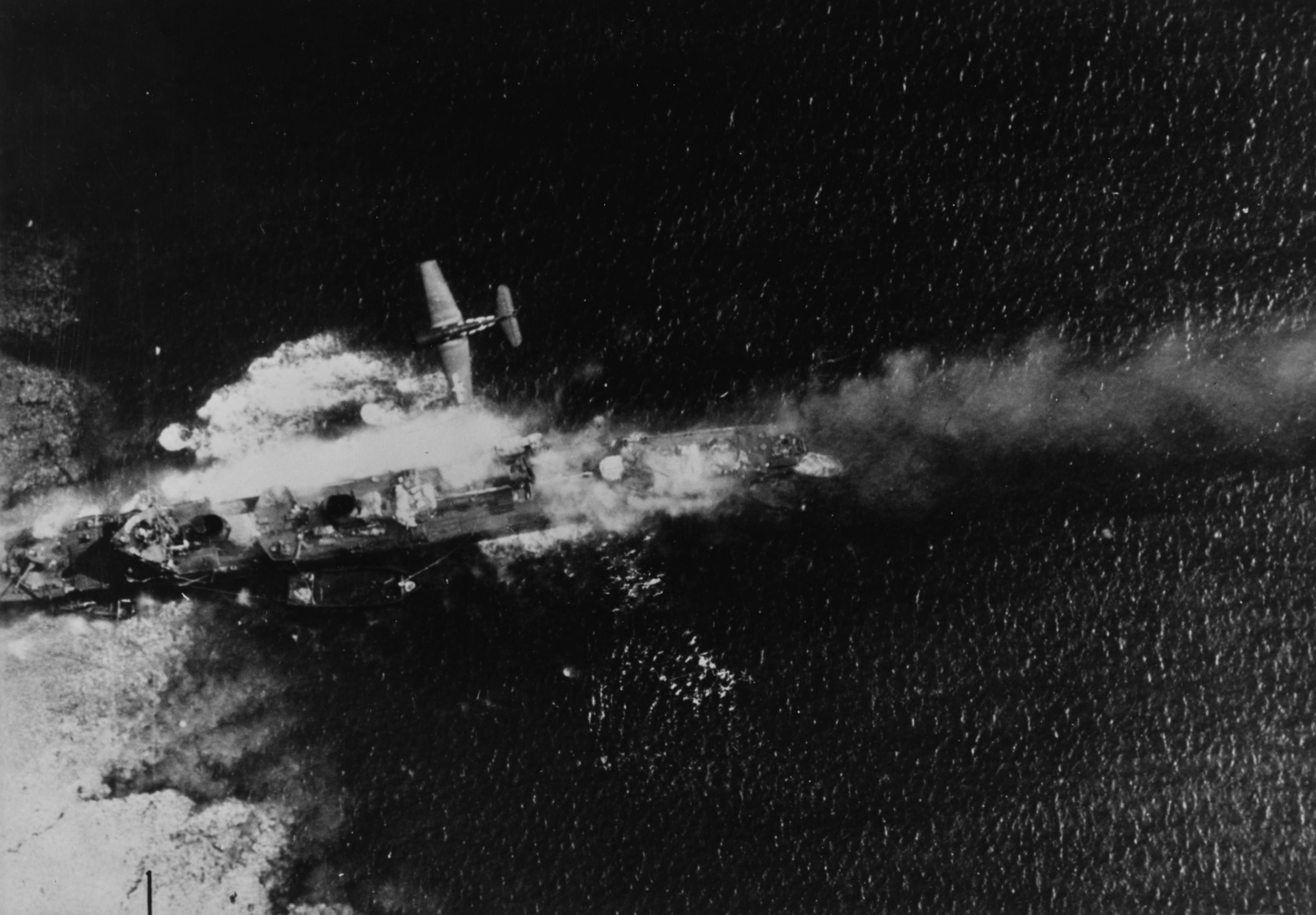
Một phi cơ F6F-3 Hellcat thuộc VF-9 đang bay ngang qua khu trục hạm Tachikaze

Khu trục hạm Fumizuki suýt trúng một quả bom, nhưng sau đó trúng một quả ngư lôi, làm hư hại thân con tàu và tạo một lỗ thủng khiến nước tràn vào. Thủy thủ đoàn của Fumizuki không thể kiểm soát được thiệt hại, nước tràn vào liên tục khiến con tàu nghiêng nặng và chìm vào ngày hôm sau. Tachikaze vốn bị mặc cạn sau khi trở về từ Rabaul, đã bị một quả ngư lôi đánh trúng phòng động cơ và làm con tàu chìm về phía đuôi tàu. Khu trục hạm Oite trúng ngư lôi, bị gãy đôi và chìm với gần như toàn bộ thủy thủ đoàn. Khu trục hạm Shigure, đã sống sót qua rất nhiều trận chiến, bị hư hại nặng sau khi trúng một quả bom vào tháp pháo số 2, khiến 21 thủy thủ thiệt mạng và 45 người bị thương. Tuần dương hạm Naka, trong khi đang cố gắng đào tẩu khỏi Truk, bị máy bay Mỹ từ hàng không mẫu hạm Bunker Hill và Cowpens phát hiện tại vị trí cách Truk 65 km về phía tây. Một nhóm máy bay Curtiss SB2C Helldiver và Grumman TBF Avenger tấn công chiếc Naka dữ dội, bắn trúng một quả ngư lôi và một quả bom, khiến Naka gãy làm đôi và chìm với 240 thành viên thủy thủ đoàn.
Trong khi máy bay Mỹ đang tấn công các tàu hàng ở trong cảng, Phó Đô đốc Spruance cho triển khai nhiệm vụ càn quét và bắn phá Truk, nhằm ngăn chặn tàu chiến Nhật thoát ra khỏi Truk và gây thiệt hại lên hệ thống cơ sở vật chất của Nhật càng nhiều càng tốt. Nhóm Đặc nhiệm 50.9 (TG 50.9), với hai thiết giáp hạm Iowa và New Jersey, hai tuần dương hạm Minneapolis và New Orleans, và bốn khu trục hạm Bradford, Burns, Izard và Charrette, được lệnh tách ra và tiến vào Truk. TG 50.9 nhanh chóng phát hiện ra một nhóm tàu gồm tuần dương hạm hạng nhẹ Katori, tàu vận tải Akagi Maru, hai khu trục hạm Maikaze, Nowaki và tàu quét mìn Shonan Maru #15 . Nhóm tàu nhỏ này vốn đã rời cảng từ trước khi chiến dịch được bắt đầu và trên đường ra thìbị máy bay Mỹ tấn công ác liệt. Tàu Akagi Maru trúng ba quả bom, tạo các vụ nổ dây chuyền liên tục và khiến thủy thủ đoàn phải bỏ tàu.
Phó Đô đốc Spruance, muốn một trận giao chiến giữa các tàu chiến tới mức ông ra lệnh cho Phó Đô đốc Mitscher dừng toàn bộ đợt không kích vào đoàn tàu đang chạy thoát kia. Các máy bay rút đi và tham gia tấn công vào các mục tiêu trong cảng, và Spruance trực tiếp chỉ huy cuộc càn quét bắn phá trên thiết giáp hạm New Jersey. Tuần dương hạm Katori, vốn đã bị trúng bảy quả bom và một quả ngư lôi sau khi máy bay Mỹ rời đi, nhanh chóng trở thành mục tiêu của Iowa, Minneapolis, New Orleans và hai khu trục hạm Bradford và Burns. Bradford và Burns phóng toàn bộ ngư lôi về chiếc Katori nhưng đều trượt, và chiếc Katori cũng phóng ngư lôi về phía hạm đội Mỹ, nhưng cũng đều trượt. Thiết giáp hạm Iowa đã bắn tổng cộng 46 viên đạn 16-inch và 124 viên đạn 5-inch vào chiếc Katori, khiến con tàu bị hư hại rất nặng, nhưng con tàu tàn tạ đó vẫn kiên cường bắn trả tới khi lật úp và chìm. Thiết giáp hạm New Jersey tăng tốc và phải cơ động né tránh khẩn cấp sau khi bị ngư lôi của khu trục hạm Maikaze phóng suýt trúng. TG 50.9 tiếp tục càn quét và bắn chìm khu trục hạm Maikaze và tàu Shonan Maru #15. Khu trục hạm Nowaki, nhân cơ hội Katori và Maikaze đang bị tấn công, đã nhanh chóng rút chạy. Thiết giáp hạm Iowa và New Jersey tăng tốc đuổi theo và khai hỏa ở khoảng cách 31–34 km, nhưng chỉ gây thiệt hại nhẹ cho Nowaki bằng những pha bắn suýt trúng. Nowaki là tàu chiến duy nhất trong nhóm sống sót sau trận đánh.
Lúc từ 19:00, ít nhất 6-7 nhóm máy bay phóng lôi Nakajima B5N "Kate" tổ chức một cuộc tấn công vào hạm đội Mỹ. Lúc 22:11, một chiếc Kate, sau khi khéo léo luồn lách qua các nhóm tiêm kích bảo vệ hàng không mẫu hạm và hỏa lực phòng không dày đặc, đã phóng trúng một quả ngư lôi vào hàng không mẫu hạm Intrepid, làm hỏng hệ thống chân vịt của tàu và khiến 11 thủy thủ thiệt mạng. Intrepid buộc phải rút khỏi trận đánh để sửa chữa và chỉ quay trở lại chiến đấu vào tháng 8 năm 1944.
Từ giữa đêm 17 tháng 2 tới bình minh ngày 18, Mitscher tung ra một cuộc không kích ban đêm đầu tiên trong lịch sử hàng không mẫu hạm Hoa Kỳ. 12 máy bay TBF-1C Avenger thuộc VT-10 của Enterprise, mỗi chiếc mang 4 quả bom 250 kg, cất cánh và tấn công vào những mục tiêu tàu hàng còn lại đang neo đậu tại Truk. Trong 25 lượt tấn công, họ đã thả trúng 13 quả bom và 7 quả suýt trúng vào các tàu hàng trong cảng. Sau bình minh, Truk một lần nữa bị tấn công bởi các máy bay từ hàng không mẫu hạm Enterprise, Yorktown, Essex, và Bunker Hill. Do không gặp phải bất cứ các phi cơ đánh chặn nào của người Nhật, các hệ thống cơ sở vật chất của người Nhật trên đảo bị tấn công và thiệt hại nặng nề, hơn 17.000 tấn nhiên liệu và nhiều kho đạn, kho chứa máy bay bị phá hủy. Spruance sau đó ra lệnh dừng tấn công và cho toàn bộ hạm đội rút lui vào buổi chiều ngày 18 tháng 2.

## Kết quả
Từ ngày 17 tới ngày 18 tháng 2 năm 1944, Hải quân Hoa Kỳ đã thực hiện 1.250 phi vụ xuất kích vào Truk, ném tổng cộng 400 tấn bom và ngư lôi vào các mục tiêu tàu mặt nước và hơn 94 tấn bom vào các mục tiêu trên đất liền. Quân Nhật mất từ 250-275 máy bay và hơn 75% tấn hàng hóa ở Truk. Cụ thể, hơn 17.000 tấn nhiên liệu (bao gồm nhiên liệu trong các tàu chở dầu) và gần 200.000 tấn hàng hóa bị phá hủy. Thiệt hại này ở Truk chiếm 1/10 tổng thiệt hại tàu hàng của Nhật từ ngày 1 tháng 11 năm 1943 tới ngày 30 tháng 6 năm 1944. Số tàu chiến Nhật bị đánh chìm bao gồm hai tuần dương hạm hạng nhẹ, bốn khu trục hạm, hai tàu săn ngầm, một tàu quét mìn và hơn 40 tàu vận tải các loại khác (bao gồm ba tàu tiếp tế tuần dương, 16 tàu chở quân Hải quân, ba tàu chở quân Lục quân, một tàu vận tải, hai tàu tiếp tế tàu ngầm, và năm tàu chở dầu). 

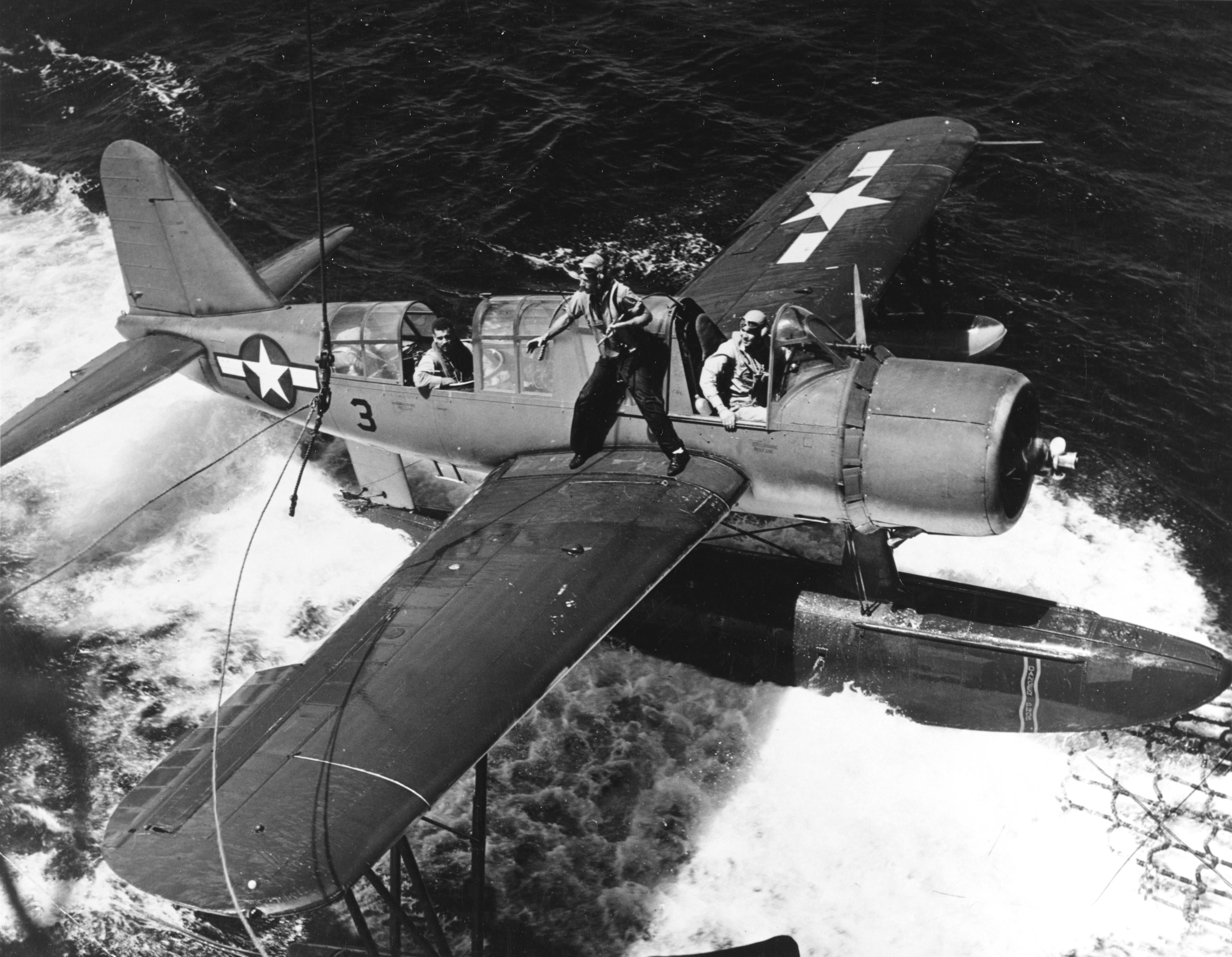
Thủy phi cơ OS2U-3 Kingfisher của Trung úy Denver F. Baxter đang được thu hồi về tuần dương hạm Baltimore sau khi giải cứu thành công Trung úy George M. Blair (đang ngồi ghế phía sau), một phi công thuộc VF-9 của Essex bị bắn hạ tại Truk, 18 tháng 2 năm 1944.

Hải quân Hoa Kỳ chịu thiệt hại một hàng không mẫu hạm, một thiết giáp hạm bị hư hại nhẹ, 25 máy bay bị bắn hạ và 40 thủy thủ, thành viên đội bay tử trận. Nhiều phi công Mỹ bị bắn hạ đã được lực lượng tàu ngầm và thủy phi cơ giải cứu. Một chiếc thủy phi cơ Kingfisher được phóng từ tuần dương hạm Baltimore, điều khiển bởi Trung úy D. F. Baxter, đã bay thẳng vào Phá Truk để giải cứu một phi công của hàng không mẫu hạm Essex bị bắn rơi trong buổi sáng ngày 18, trong khi được chín chiếc Hellcat bảo vệ bằng cách quấy rối và tấn công một khu trục hạm Nhật Bản đang tiến về chỗ Trung úy Baxter. Baxter sau được trao thưởng Huân chương Thập tự Bay Xuất sắc vì sự dũng cảm ở Truk.
Truk, giống như rất nhiều căn cứ khác của Nhật Bản, đã bị bỏ hoang mà không có hy vọng được tiếp tế hoặc tăng cường nhân lực và trang bị. Lực lượng quân đội được tiếp viện đến đảo trước khi Hoa Kỳ tấn công đã tạo ra một vấn đề căng thẳng ngày về thực phẩm và vật tư y tế sẵn có. Việc cạn kiệt đạn dược thậm chí còn hạn chế khả năng của các khẩu đội bờ biển trong việc chống đỡ các cuộc tấn công liên tục của lực lượng Đồng minh, Tuy vậy, Truk không bao giờ được Hải quân Nhật sử dụng làm nơi neo đậu chính của hạm đội nữa, và cuộc tấn công tàn khốc của nhóm hàng không mẫu hạm là một đòn giáng mạnh vào tinh thần của người Nhật, và cũng là một động lực lớn cho các phi công Hải quân Hoa Kỳ. Vào thời điểm diễn ra cuộc tấn công, các chỉ huy Đồng Minh vẫn do dự về việc có cần tổ chức một cuộc đổ bộ đánh chiếm Truk hay không. Vào ngày 12 tháng 3 năm 1944, Đô đốc Chester Nimitz quyết định bỏ qua Truk.
Truk bị lực lượng tàu ngầm và máy bay Đồng Minh cô lập trong suốt thời gian còn lại của cuộc chiến, các tuyến vận tải biển của Nhật Bản giữa vùng biển đế chế và nguồn cung cấp nhiên liệu quan trọng ở phía nam hoàn toàn bị phong tỏa. Tầm quan trọng của việc phong tỏa này sẽ được chứng minh trong Trận hải chiến Vịnh Leyte tám tháng sau đó, khi các hạm đội của Nhật Bản phải xuất kích riêng lẻ từ Nhật Bản và Quần đảo Lingga do hạn chế về nguồn cung nhiên liệu. Việc cô lập Truk và đánh chiếm Eniwetok đồng thời là bước đệm cho cuộc đổ bộ vào Saipan sắp tới.

## Danh sách tàu Nhật bị đánh chìm trong Chiến dịch Hailstone

### Tàu chiến
(Thông tin được trích từ cuốn War Graves, Munition Dumps and Pleasure Grounds của William Jeffery)

#### Chìm
- Tuần dương hạm
  - Katori (香取) 5.800 tấn
  - Naka (那珂) 5.195 tấn
- Khu trục hạm
  - Maikaze (舞風) 2.000 tấn
  - Fumizuki (文月) 1.320 tấn
  - Oite (追風) 1.270 tấn
  - Tachikaze (太刀風) 1.215 tấn
- Tàu săn ngầm
  - CH-29, 440 tấn
  - CH-24, 440 tấn

#### Hư hại
- Tàu sửa chữa Akashi (明石) 10.500 tấn
- Thủy phi cơ mẫu hạm Akitsushima (秋津洲) 4.650 tấn
- Khu trục hạm
  - Matsukaze (松風) 神風型 1.400 tấn
  - Shigure (時雨) 白露型 1.685 tấn
- Tàu ngầm
  - I-10 (伊10) 2.919 tấn
  - RO-42, 1.115 tấn
- Tàu săn ngầm Cha-20,130 tấn
- Tàu mục tiêu Hakachi (波勝) 1.641 tấn

### Tàu buôn
(Thông tin được trích từ cuốn War Graves, Munition Dumps and Pleasure Grounds của William Jeffery)

#### Chìm
- Tàu tiếp tế tuần dương/tuần dương phụ trợ
  - Aikoku Maru (愛国丸) 10.348 tấn
  - Akagi Maru (赤城丸) 7.367 tấn
  - Kiyosumi Maru (清澄丸) 6.983 tấn
- Tàu chở quân Hải quân
  - Hoki Maru (伯耆丸) 7.112 tấn
  - Yamagiri Maru (山霧丸) 7.112 tấn
  - Fujikawa Maru (富士川丸) 6.938 tấn
  - Reiyo Maru (麗洋丸) 5.446 tấn
  - Seiko Maru (西江丸)? 5.385 tấn
  - Kensho Maru (乾祥丸) 4.862 tấn
  - Hanakawa Maru (花川丸) 4.739 tấn
  - Sankisan Maru/Yamakisan Maru (山鬼山丸) 4.776 tấn
  - Hokuyo Maru (北洋丸) 4.217 tấn
  - San Francisco Maru (桑港丸) 5.831 tấn
  - Momokawa Maru (桃川丸) 3.829 tấn
  - Nippo Maru (日豊丸) 3.764 tấn
  - Unkai Maru #6(第六雲海丸) 3.220 tấn
  - Shotan Maru (松丹丸) 1.999 tấn
  - Taiho Maru (大邦丸) 2.827 tấn
  - Gosei Maru (五星丸) 1.931 tấn
- Tàu vận tải Taikichi Maru/Tachi Maru (泰吉丸) 1.891 tấn
- Tàu chở quân Lục quân
  - Gyoten Maru (暁天丸) 6.854 tấn
  - Nagano Maru (長野丸) 3.824 tấn
  - Yubae Maru (夕映丸) 3.217 tấn
- Tàu tiếp liệu tàu ngầm
  - Heian Maru (平安丸) 11.614 tấn
  - Rio de Janeiro Maru (リオデジャネイロ丸) 9.626 tấn
- Tàu chở dầu
  - Shinkoku Maru (神国丸) 10.020 tấn
  - Fujisan Maru (富士山丸) 9.524 tấn
- Tàu chở dầu phụ trợ
  - Tonan Maru #3 (第三図南丸) 19.209 tấn
  - Houyou Maru or Hoyo Maru (宝洋丸) 8.691 tấn
  - Amagisan Maru (天城山丸) 7.620 tấn

#### Hư hại
- Tàu vận tải Sōya (宗谷) 3.800 tấn

### Sách tham khảo
- Astor, Gerald (2007). Wings of Gold: The U.S. Naval Air Campaign in World War II. Random House Publishing Group. ISBN 978-0-307-41777-0.
- Hornfischer, James (2016). The Fleet at Flood Tide: America at Total War in the Pacific, 1944–1945. Random House Publishing Group. ISBN 978-0-345-54870-2.
- Jeffery, William (2007). "War Graves, Munition Dumps and Pleasure Grounds" (PDF). Research Online @JCU. James Cook University. Bản gốc (PDF) lưu trữ ngày 26 tháng 9 năm 2021. Truy cập ngày 3 tháng 11 năm 2017.
- Jeffery, William (2003). "War in Paradise: World War II in Chuuk". National Park Service. Chuuk Historical Preservation Office. Truy cập ngày 5 tháng 10 năm 2017.
- Morison, Samuel Eliot (1961). Aleutians, Gilberts and Marshalls, June 1942 – April 1944, History of United States Naval Operations in World War II. Boston: Little, Brown and Company. ASIN B0007FBB8I.
- Ofstie, Ralph (1946). "The Campaigns of the Pacific War, Chapter 9: Central Pacific Operations". HyperWar. Naval Analysis Division, Government Printing Office. Truy cập ngày 5 tháng 10 năm 2017.
- Prados, John (1995). Combined Fleet Decoded: The Secret History of American Intelligence and the Japanese Navy in World War II. Naval Institute Press. ISBN 978-1-55750-431-9.
- Prados, John (2016). Storm Over Leyte: The Philippine Invasion and the Destruction of the Japanese Navy. Penguin Publishing Group. ISBN 978-0-451-47361-5.
- Rems, Alan (tháng 2 năm 2014). "Two Birds with One Hailstone". Naval History Magazine. Quyển 28. U.S. Naval Institute. Truy cập ngày 5 tháng 10 năm 2017.
- Tillman, Barrett (1997). Helldiver Units of World War 2. Bloomsbury USA. ISBN 978-1-85532-689-7.
- Toll, Ian (2015). The Conquering Tide: War in the Pacific Islands, 1942–1944: War in the Pacific Islands, 1942–1944. W. W. Norton. ISBN 978-0-393-24820-3.
- Trumbull, Robert (ngày 30 tháng 4 năm 1972). "The Graveyard Lure of Truk Lagoon". New York Times. Truy cập ngày 5 tháng 10 năm 2017.
- Williams, Jessica (ngày 21 tháng 6 năm 2000). "Torpedo Damage Report". Intrepid Sea, Air and Space Museum. Truy cập ngày 29 tháng 10 năm 2017.
- Wilmott, H.P. (2005). The Battle of Leyte Gulf: The Last Fleet Action. Indiana University Press. ISBN 0-253-00351-2.
- Gardner, M.B. (1944). "Action Report, USS Enterprise Air Group 10, 16–17 February 1944". National Archives and Records Administration. Truy cập ngày 27 tháng 5 năm 2020.
- Harrison, Harry (1944). Action Report, USS Intrepid Air Group 6, 16–17 February 1944. Series: World War II War Diaries, Other Operational Records and Histories, ca. 1/1/1942 - ca. 6/1/1946. National Archives and Records Administration. Bản gốc lưu trữ ngày 21 tháng 10 năm 2021. Truy cập ngày 27 tháng 5 năm 2020.
- Jeter, T.P. (1944). Action Report, USS Bunker Hill Air Group 17, 16–17 February 1944. Series: World War II War Diaries, Other Operational Records and Histories, ca. 1/1/1942 - ca. 6/1/1946. National Archives and Records Administration. Bản gốc lưu trữ ngày 17 tháng 2 năm 2022. Truy cập ngày 27 tháng 5 năm 2020.
- Stebbins, Edgar (1944). Action Report, USS Yorktown Air Group 5, 16–17 February 1944. Series: World War II War Diaries, Other Operational Records and Histories, ca. 1/1/1942 - ca. 6/1/1946. National Archives and Records Administration. Bản gốc lưu trữ ngày 17 tháng 2 năm 2022. Truy cập ngày 27 tháng 5 năm 2020.
- Sprague, Thomas (1944). Action Report, Intrepid Air Operations Against Truk Atoll, 16–17 February 1944. Series: World War II War Diaries, Other Operational Records and Histories, ca. 1/1/1942 - ca. 6/1/1946. National Archives and Records Administration. Bản gốc lưu trữ ngày 17 tháng 2 năm 2022. Truy cập ngày 27 tháng 5 năm 2020.
- White, Ogden (1944). Action Report, USS Essex Air Group 9, 16–17 February 1944. Series: World War II War Diaries, Other Operational Records and Histories, ca. 1/1/1942 - ca. 6/1/1946. National Archives and Records Administration. Bản gốc lưu trữ ngày 17 tháng 2 năm 2022. Truy cập ngày 27 tháng 5 năm 2020.